# رایشمانسدورف
رایشمانسدورف (به آلمانی: Reichmannsdorf) یک شهر در آلمان است که در زارفلد-رودلشتات واقع شده‌است. رایشمانسدورف ۸۵۵ نفر جمعیت دارد.